# Marius Moutet
Marius Moutet (19 tháng 4, 1876 – 29 tháng 10, 1968) là nhà ngoại giao và nhà tư vấn về thuộc địa người Pháp. Là một chuyên gia trong các vấn đề về thuộc địa, ông được giữ chức vụ bộ trưởng thuộc địa của Pháp trong 4 nhiệm kỳ trong thập niên 1930 và 1940 và là chủ tịch của Hội đồng Chung sau chiến tranh đến năm 1951.

## Thiếu thời
Moutet sinh ở Nîmes, Gard năm 1876. Ông sinh ra trong một gia đình theo Tin Lành-Công giáo kinh doanh rượu vang ở thung lũng Rhone. Ông học trường Lycée ở Macon và sau đó tại Lycée Henri-IV, ở Paris. Ông là thành viên trong phong trào sinh viên xã hội chủ nghĩa ở Lyon, và chủ nghĩa xã hội độc lập năm 1895.

## Sự nghiệp
Sau khi trở thành luật sư, ông được tiến cử là một đại biểu cho vùng Rhône vào hội nghị xã hội chủ nghĩa Pháp lần thứ 2 được tổ chức ở Wagram tháng 9 năm 1900.